# Carmen Brouard
Carmen Brouard, née le 10 février 1909 à Port-au-Prince et morte le 11 décembre 2005 à Montréal, est une pianiste, compositrice et professeur de musique haïtienne et sœur du poète indigéniste Carl Brouard (1902-1965).

## Biographie
Carmen Brouard se rendit très jeune en France avec sa famille où elle fit, en même temps que ses études classiques, des études musicales sous la direction des Maîtres du Conservatoire de Paris. À l'âge de six ans, elle joua pour la première fois en public lors d'une audition organisée par ses premiers professeurs de piano, monsieur Justin Élie et sa femme Lily Price au café-concert le Parisiana situé boulevard Poissonnière à Paris.
Carmen Brouard donne son premier concert dans la même salle de spectacle du Parisiana le 9 octobre 1929 avec l'interprétation au piano, d'une œuvre musicale de sa propre création "Rêverie". Sa maestria lui confère un succès important au point qu'en 1933, l'ambassadeur d'Haïti en poste dans la République dominicaine lui écrit pour l'informer des articles et coupures de presse enthousiastes à son sujet et précisant que le président Rafael Trujillo est sorti si enthousiaste qu'il l'invita à demeurer en République dominicaine et à travailler au Conservatoire de la capitale Saint-Domingue Carmen Brouard déclina l'offre pour pouvoir demeurer dans son Haïti chérie.
Entretemps, Carmen Brouard, revenue à Haïti au début des années 1930, fait la connaissance d'un poète et journaliste haïtien, Jean Magloire. De cette rencontre amoureuse naquit, le 18 février 1932 à Port-au-Prince, la future écrivaine Nadine Magloire. Durant cette période, elle enseigna l'éducation musicale à de nombreux élèves, parmi lesquels le futur compositeur Édouard Woolley.
En 1936, Carmen Brouard accompagne au piano le violoniste dominicain Gabriel del Orbe lors d'un concert donné à Port-Au-Prince, sous le patronage du président d'Haïti Sténio Vincent au Cercle Port-Au-Princien. Gabriel del Orbe écrivit: "Je suis enchanté d'avoir eu l'honneur de faire la connaissance d'une artiste comme Madame Carmen Brouard,un orgueil de notre race...". Son frère Carl Brouard écrira plus tard: "Ma sœur Carmen, tes doigts aériens qui accompagnaient le bel artiste Gabriel del Orbe avaient à peine cessé de voler sur les blanches touches qu'au Cercle Port-Au-Princien, jusqu'à trois heures du matin, ceux et celles qui se disent tes amis te déchiraient à belles dents...Tu le sus et gardas ton sourire serein répondant avec courtoisie aux plus sincères compliments..."
15 juin 1937, de retour à Paris, elle joue « Carnaval de Vienne » de Schumann en présence de Maurice Ravel à l'école de musique de Marguerite Long, qui la complimenta et lui prédit une belle carrière musicale. Avec le développement du conflit de la Seconde Guerre mondiale, Carmen Brouard retourne à Haïti. Le 13 septembre 1942, elle accompagne le violoncelliste Adolf Sykora au théâtre Rex de Port-au-Prince. Le 17 janvier 1951, elle accompagne au piano le flûtiste Bertin Depestre Salnave, prix du Conservatoire de musique de Montpellier lors d'un concert au théâtre Paramount Port-Au-Prince.
De retour en France, Carmen Brouard s'inscrit le 13 novembre 1955 à l'université de Paris à la Faculté des Lettres sous la direction du professeur d'harmonie au Conservatoire National Supérieur de musique, Georges Hugon. En 1961, elle est l'invitée du programme radiophonique "Dimanche Musical".

## Principales œuvres
- En 1963, elle compose: « Je joue avec Mamie », huit pièces enfantines pour deux pianos.
- En 1977, Elle s'installe au Québec. Elle travaille activement à fonder la Société de Recherche et de Diffusion de la Musique Haïtienne (S.R.D.M.H.), avec Claude Dauphin.
- Le 6 mai 1978, la S.R.D.M.H. donne son premier concert avec la "Sonate Vodouesque" pour violon et piano de Carmen Brouard.
- Le 12 mai 1979, autre concert de la S.R.D.M.H. à la salle Pollack de Montréal. Au programme: « Nuit sous les Tonnelles d'Haïti » de Carmen Brouard, pour deux pianos.
- Le 10 mai 1980, toujours à la salle Pollack, "Cinq Interprétations" d'Omar Khayyam et deux mélodies sur des poèmes de Carl Brouard.
- En 1983, elle compose les: « Cinq Chants Funèbres » du poète québécois Émile Nelligan pour voix et piano.
- Le 12 avril 1984, Carmen Brouard reçoit une bourse du Conseil des Arts du Canada qui lui donne l'opportunité de composer ce qu'elle appellera sa pièce maîtresse: "Baron-La-Croix", inspirée de la pièce de théâtre du dramaturge haïtien Franck Fouché qui vécut l'exil au Québec, ayant été déclaré indésirable par le dictateur d'Haïti Papa Doc. Le  "Baron La Croix" sera créé le 26 janvier 2012 par le Grand Orchestre Métropolitain de Montréal en hommage au courage du peuple haïtien lors du terrible séisme de 2010 à Haïti[3].
- En 1987,  elle compose son "Contra Folk", trio pour piano,violon et violoncelle.
- En 1997, la "Sonate Vaudouesque" pour violon et piano.